# Abra!
Abra! – debiutancki album Iwony Węgrowskiej wraz z zespołem Abra, wydany 19 sierpnia 2004 roku nakładem wytwórni Sony Music. Singlami promującymi album zostały utwory „Blisko tak” oraz „Zwyczajna dziewczyna”.
Płyta dotarła do 34. miejsca listy OLiS.

## Lista utworów
Opracowano na podstawie materiału źródłowego.
1. „Blisko tak”
2. „Nieprzemakalny”
3. „Co warto przeżyć”
4. „Czekam na miłość”
5. „Zwyczajna dziewczyna”
6. „I tak każdego dnia”
7. „Za oknami”
8. „Wszystko szybko mija”
9. „Spalać się”
10. „Daj mi dzień”
11. „To nie tajemnica”